# Funadhoo
Funadhoo (malediw. ފުނަދޫ) – wyspa na Malediwach, stolica atolu Shaviyani; według danych szacunkowych na rok 2014 liczyła 2019 mieszkańców.